# 梁田貞
梁田 貞（やなだ ただし〈てい〉、1885年〈明治18年〉7月3日 - 1959年〈昭和34年〉5月9日）は教育者、作曲家。北海道札幌区（現・札幌市中央区）出身。

## 来歴・人物

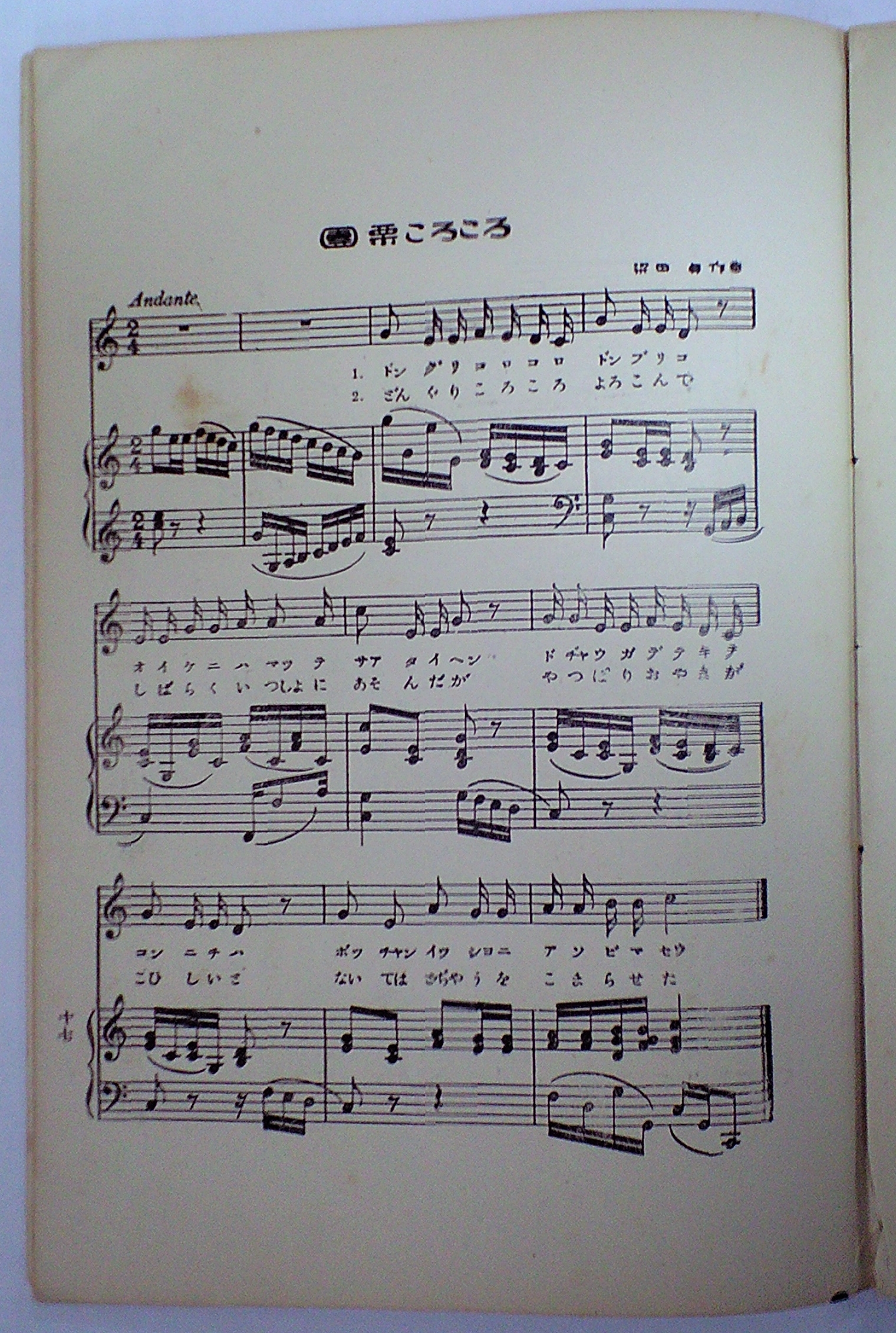
梁田貞作曲の『どんぐりころころ』の楽譜。

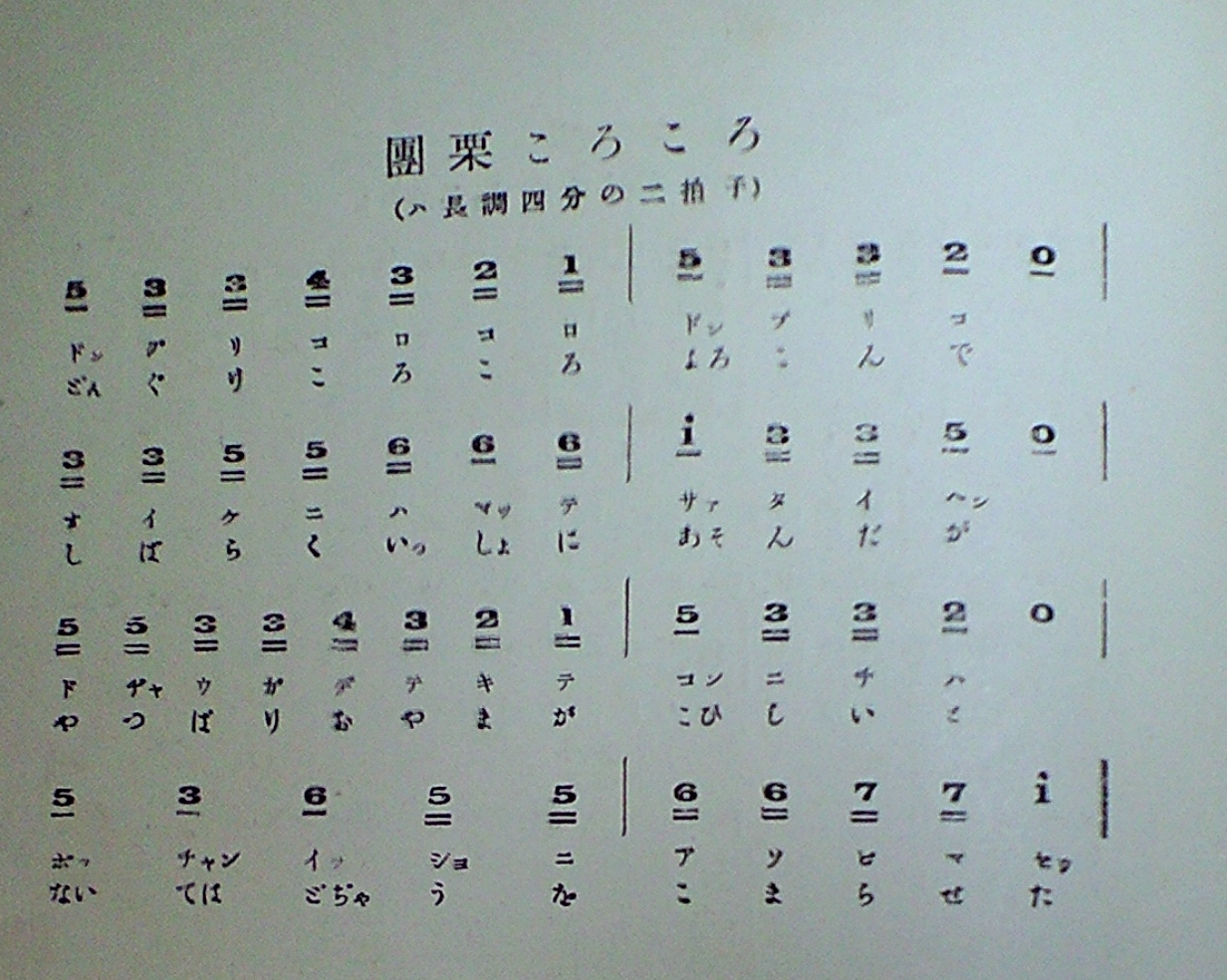
梁田貞作曲の『どんぐりころころ』の楽譜。

札幌区公立創成小学校、北海道庁立札幌中学校、札幌農学校予科を経て、1905年（明治38年）東京音楽学校（現：東京芸術大学）受験に失敗し、一時早稲田大学商科に在籍。中山晋平、牛山充らと音楽学校への受験勉強に勤しみ、1908年（明治41年）になって東京音楽学校予科に入学。声楽と作曲を学び、1912年（明治45年）同校本科声楽部卒業、1914年（大正3年）同校研究科声楽部修了、1918年（大正7年）同校研究科作曲部修了。大きな影響ないしは教科を受けたのは外国人教師であった。合唱の練習、コールユーブンゲンや、発声の勉強、コンコーネは、アウグスト・ユンケルに、作曲は、ハインリヒ・ヴェルクマイスターに、声楽は、ハンカ・シェルデルップ・ペツォルトにそれぞれ師事した。
音楽教員としては、研究科在学中の1912年から1949年まで東京府立第一中学校（のち日比谷高校）で教えたほか、東京府立第五中学校、成城尋常小学校、東京外国語学校、母校である東京音楽学校、成城学園、学習院、玉川学園、東京女子体操音楽学校、東京都港区新星中学校など多くの学校で教鞭を執った。
代表作に、『城ヶ島の雨』（作詞北原白秋）、『どんぐりころころ』（作詞青木存義）、『昼の夢』（作詞高安月郊）、『隅田川』（作詞小松耕輔）、『木の葉』、『お玉じゃくし』（以上　作詞吉丸一昌）、『羽衣』、『あられ』、『てふてふ』、『たんぽぽさいた』、『鬼が島』、『とんび』（以上 作詞葛原しげる）など、多くの作曲を遺している。その他にも旧制七高寮歌 『楠の葉末』、日本大学二代目校歌、大東文化大学学生歌、秋田高校校歌なども手がける。
その遺した作品は、童謡、唱歌から歌謡曲にまで広がり、現在でも広く親しまれている作品は多い。また東京府立一中在籍当時、その風貌から「ライオン」「ライオン先生」の異名で呼ばれていたが、同居していた府立高等学校では「カバ」の異名であった。梁田自身は前者がお気に入りだった。現在の日比谷高校の合唱祭における賞の一つ『梁田賞』は氏を讃えて制定されたもの。墓所は小平霊園(13-23-6)。

## 梁田貞を題材にした作品
- 映画「音楽教師」（1961年）監督：今泉善珠[17]。ロケ地は埼玉県立浦和第一女子高等学校[18]。